# 284 aC
El 284 aC va ser un any del calendari romà prejulià. A la República i a l'Imperi Romà es coneixia com l'Any del Consolat de Tuca i Dènter (o també any 470 ab urbe condita). La denominació «284 aC» per a aquest any s'ha emprat des de l'edat mitjana, quan el calendari Anno Domini va ser el mètode prevalent a Europa per a anomenar els anys.

## Esdeveniments

### Antic Egipte
- Ptolemeu II Filadelf és proclamat rei d'Egipte, entre festes i processions de gran magnificència.[2]

### Antiga Grècia
- Alexandre fill de Lisímac de Tràcia, espantat per l'assassinat del seu germà Agàtocles, mort a la presó a mans de Ptolemeu Ceraune, fuig cap a l'Àsia Menor amb Lisandra, la vídua de son germà i demana protecció a Seleuc I Nicàtor, que accedeix. S'inicia la guerra entre els selèucides i Lisímac.[3][4]
- Parisades II, fill de Sàtir III, succeeix el seu pare com a rei del Bòsfor Cimmeri.[5]

### República de Roma
- Aquest any són elegits cònsols Luci Cecili Dènter i Gai Servili Tuca.[6]
- Batalla d'Arrècium, a Arrècium, entre la República Romana i algunes tribus celtes, principalment els sènons i els bois. El cònsol Luci Cecili Dènter era el comandant de l'exèrcit romà. Els gals guanyen la batalla, destruint l'exèrcit romà. Hi ha tres versions de la batalla: la que dona Polibi, la dels annalistes (Florus, Eutropi, Pau Orosi) i la d'Apià.[7]

## Necrològiques
- Su Qin, influent polític i estrateg que va viure durant el període dels Regnes Combatents.[8]
- Agàtocles de Tràcia, empresonat pel seu pare Lisímac i mort per Ptolemeu Ceraune.[4]